# Sermoise-sur-Loire
Sermoise-sur-Loire est une commune française située dans le département de la Nièvre, en région Bourgogne-Franche-Comté.

## Géographie

### Communes limitrophes
Les communes limitrophes sont Nevers, Challuy, Chevenon, Magny-Cours et Saint-Éloi.
| Challuy | Nevers             | Saint-Éloi                 |
| Challuy | Sermoise-sur-Loire | Sauvigny-les-Bois Chevenon |
| Challuy | Magny-Cours        | Chevenon                   |

### Climat
Pour des articles plus généraux, voir Climat de la Bourgogne-Franche-Comté et Climat de la Nièvre.
En 2010, le climat de la commune est de type climat océanique dégradé des plaines du Centre et du Nord, selon une étude du Centre national de la recherche scientifique s'appuyant sur une série de données couvrant la période 1971-2000. En 2020, Météo-France publie une typologie des climats de la France métropolitaine dans laquelle la commune est exposée à un climat océanique altéré et est dans la région climatique Centre et contreforts nord du Massif Central, caractérisée par un air sec en été et un bon ensoleillement.
Pour la période 1971-2000, la température annuelle moyenne est de 11,1 °C, avec une amplitude thermique annuelle de 15,8 °C. Le cumul annuel moyen de précipitations est de 840 mm, avec 12 jours de précipitations en janvier et 7,7 jours en juillet. Pour la période 1991-2020, la température moyenne annuelle observée sur la station météorologique de Météo-France la plus proche, « Varennes-boulor », sur la commune de Varennes-Vauzelles à 7 km à vol d'oiseau, est de 11,9 °C et le cumul annuel moyen de précipitations est de 854,7 mm. 
La température maximale relevée sur cette station est de 41,8 °C, atteinte le 10 août 2003 ; la température minimale est de −13,8 °C, atteinte le 1er mars 2005,,.
Les paramètres climatiques de la commune ont été estimés pour le milieu du siècle (2041-2070) selon différents scénarios d'émission de gaz à effet de serre à partir des nouvelles projections climatiques de référence DRIAS-2020. Ils sont consultables sur un site dédié publié par Météo-France en novembre 2022.

## Urbanisme

### Typologie
Au 1er janvier 2024, Sermoise-sur-Loire est catégorisée commune rurale à habitat dispersé, selon la nouvelle grille communale de densité à sept niveaux définie par l'Insee en 2022.
Elle appartient à l'unité urbaine de Nevers, une agglomération intra-départementale regroupant huit  communes, dont elle est une commune de la banlieue,,. Par ailleurs la commune fait partie de l'aire d'attraction de Nevers, dont elle est une commune de la couronne,. Cette aire, qui regroupe 93 communes, est catégorisée dans les aires de 50 000 à moins de 200 000 habitants,.

### Occupation des sols
L'occupation des sols de la commune, telle qu'elle ressort de la base de données européenne d’occupation biophysique des sols Corine Land Cover (CLC), est marquée par l'importance des territoires agricoles (68,9 % en 2018), en diminution par rapport à 1990 (71,6 %). La répartition détaillée en 2018 est la suivante : 
prairies (50,3 %), forêts (22,2 %), terres arables (11,3 %), zones agricoles hétérogènes (7,3 %), zones urbanisées (5,7 %), zones industrielles ou commerciales et réseaux de communication (2,8 %), eaux continentales (0,4 %). L'évolution de l’occupation des sols de la commune et de ses infrastructures peut être observée sur les différentes représentations cartographiques du territoire : la carte de Cassini (XVIIIe siècle), la carte d'état-major (1820-1866) et les cartes ou photos aériennes de l'IGN pour la période actuelle (1950 à aujourd'hui).

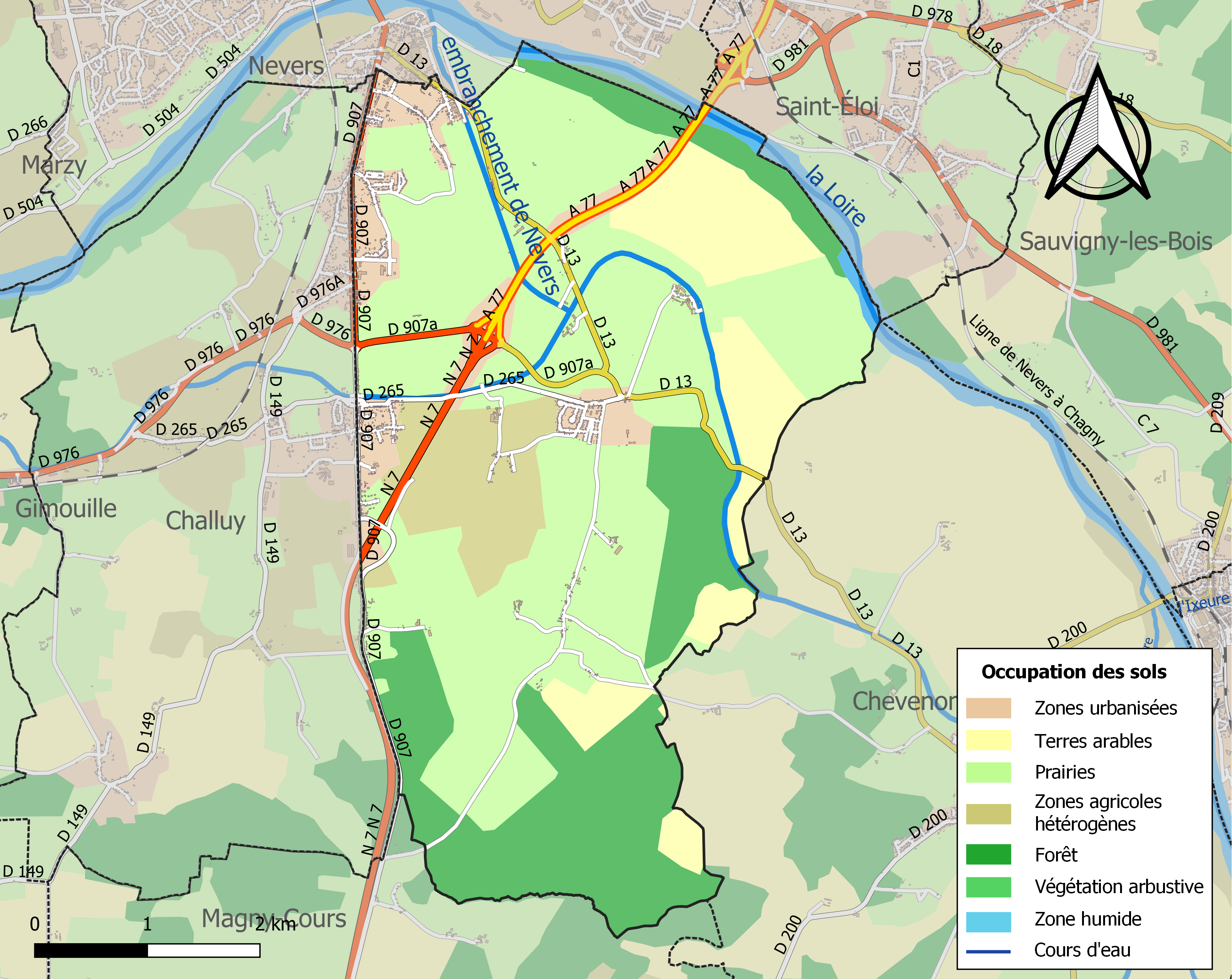
Carte des infrastructures et de l'occupation des sols de la commune en 2018 (CLC).

## Toponymie
Le nom de la commune viendrait du nom des Sarmates, peuple venu de l'Ukraine actuelle et apparenté aux Scythes. Ils formaient dans certaines parties de la Gaule des colonies installées vers le Ve siècle par les Romains, lesquels utilisaient leur cavalerie comme troupes auxiliaires.
La première mention connue du village remonte à 903 : Sarmasia villa. On relève la forme Sermoize en 1608.

## Histoire

### Époque contemporaine
C'est à Sermoise-sur-Loire, que le corps sans vie de Lina Delsarte est retrouvé le 16 octobre 2024. L'adolescente âgée de 15 ans, avait disparu un an auparavant à Plaine (Bas-Rhin)

## Politique et administration

### Liste des maires
| Période                                  | Période   | Identité         | Étiquette | Qualité                              |
| ---------------------------------------- | --------- | ---------------- | --------- | ------------------------------------ |
| Les données manquantes sont à compléter. |           |                  |           |                                      |
| mars 2001                                | mars 2008 | Roger Dubar      |           |                                      |
| mars 2008                                | mars 2014 | Josiane Roger    |           | Retraitée                            |
| mars 2014                                | 2020      | Daniel Bourgeois | DVG-G.s   | Conseiller départemental (2015-2021) |
| 2020                                     | En cours  | Manuel de Jésus  |           |                                      |

## Démographie
L'évolution du nombre d'habitants est connue à travers les recensements de la population effectués dans la commune depuis 1793. Pour les communes de moins de 10 000 habitants, une enquête de recensement portant sur toute la population est réalisée tous les cinq ans, les populations de référence des années intermédiaires étant quant à elles estimées par interpolation ou extrapolation. Pour la commune, le premier recensement exhaustif entrant dans le cadre du nouveau dispositif a été réalisé en 2007.

En 2022, la commune comptait 1 490 habitants, en évolution de −3,25 % par rapport à 2016 (Nièvre : −3,28 %, France hors Mayotte : +2,11 %).
| 1793 | 1800 | 1806 | 1821 | 1831 | 1836 | 1841 | 1846 | 1851 |
| ---- | ---- | ---- | ---- | ---- | ---- | ---- | ---- | ---- |
| 445  | 396  | 423  | 477  | 525  | 541  | 551  | 637  | 693  |

| 1856 | 1861 | 1866 | 1872 | 1876 | 1881 | 1886 | 1891 | 1896 |
| ---- | ---- | ---- | ---- | ---- | ---- | ---- | ---- | ---- |
| 877  | 845  | 841  | 874  | 845  | 909  | 888  | 876  | 897  |

| 1901 | 1906 | 1911 | 1921 | 1926 | 1931 | 1936 | 1946 | 1954  |
| ---- | ---- | ---- | ---- | ---- | ---- | ---- | ---- | ----- |
| 786  | 798  | 768  | 784  | 811  | 852  | 847  | 990  | 1 087 |

| 1962  | 1968  | 1975  | 1982  | 1990  | 1999  | 2006  | 2007  | 2012  |
| ----- | ----- | ----- | ----- | ----- | ----- | ----- | ----- | ----- |
| 1 101 | 1 057 | 1 019 | 1 078 | 1 545 | 1 523 | 1 645 | 1 657 | 1 588 |

| 2017  | 2022  | - | - | - | - | - | - | - |
| ----- | ----- | - | - | - | - | - | - | - |
| 1 514 | 1 490 | - | - | - | - | - | - | - |

## Culture locale et patrimoine

### Sports
Le stade du Pré Fleuri entièrement consacré au rugby à XV ou réside l'USON Nevers rugby.

### Lieux et monuments
- Pont Pierre-Bérégovoy permettant à l'autoroute A77 de traverser la Loire.
- L'aérodrome de Cheutinville

Le premier aérodrome permettant de desservir Nevers fut construit sur la commune de Sermoise-sur-Loire, au lieu-dit le Peuplier Seul  en 1910. Son nom fut inspiré par un grand pilote de l'époque Jean-Étienne Cheutin. Les plus grands pilotes y firent étape, démonstration ou course. C'est en 1935 que l'aérodrome dut passer le relais à l'aérodrome de la Sangsue à Nevers.

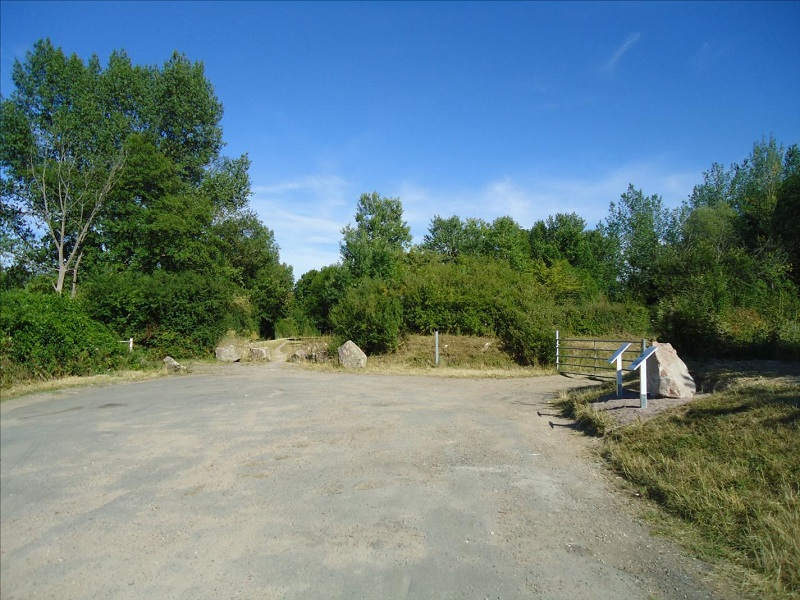
Mémorial de l'ancien aérodrome.
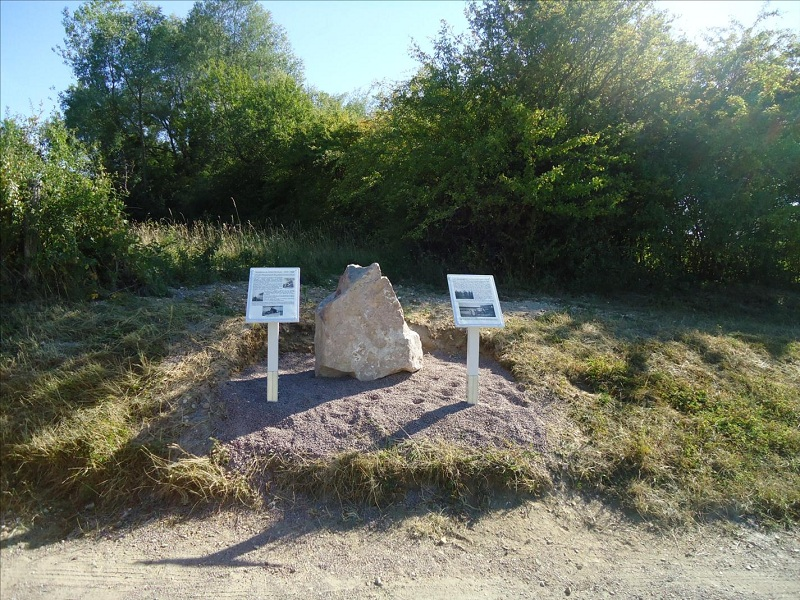
Mémorial de l'ancien aérodrome.
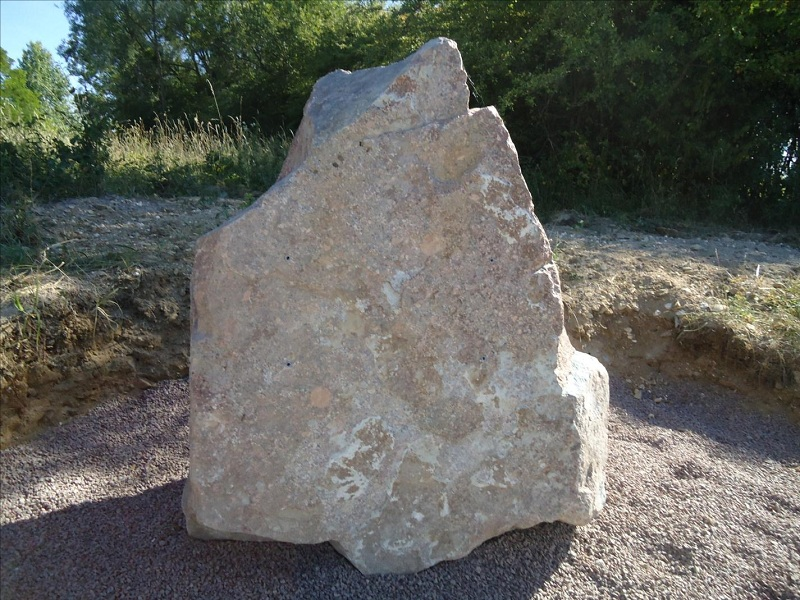
Mémorial de l'ancien aérodrome.

- Le château de Sermoise

Bâti en trois ans, le château de Sermoise est achevé en 1753. Le premier propriétaire en est Pierre-Jacques Girard de Vanne, lieutenant des maréchaux de France pour le Nivernais, puis conseiller à la chambre des comptes et grand-Bailli d'épée du Nivernais. Le site a été choisi pour la vue qu'il offre sur Nevers et la vallée de la Loire,. Le château fait l’objet d’une inscription partielle au titre des monuments historiques depuis le 20 mai 1988.

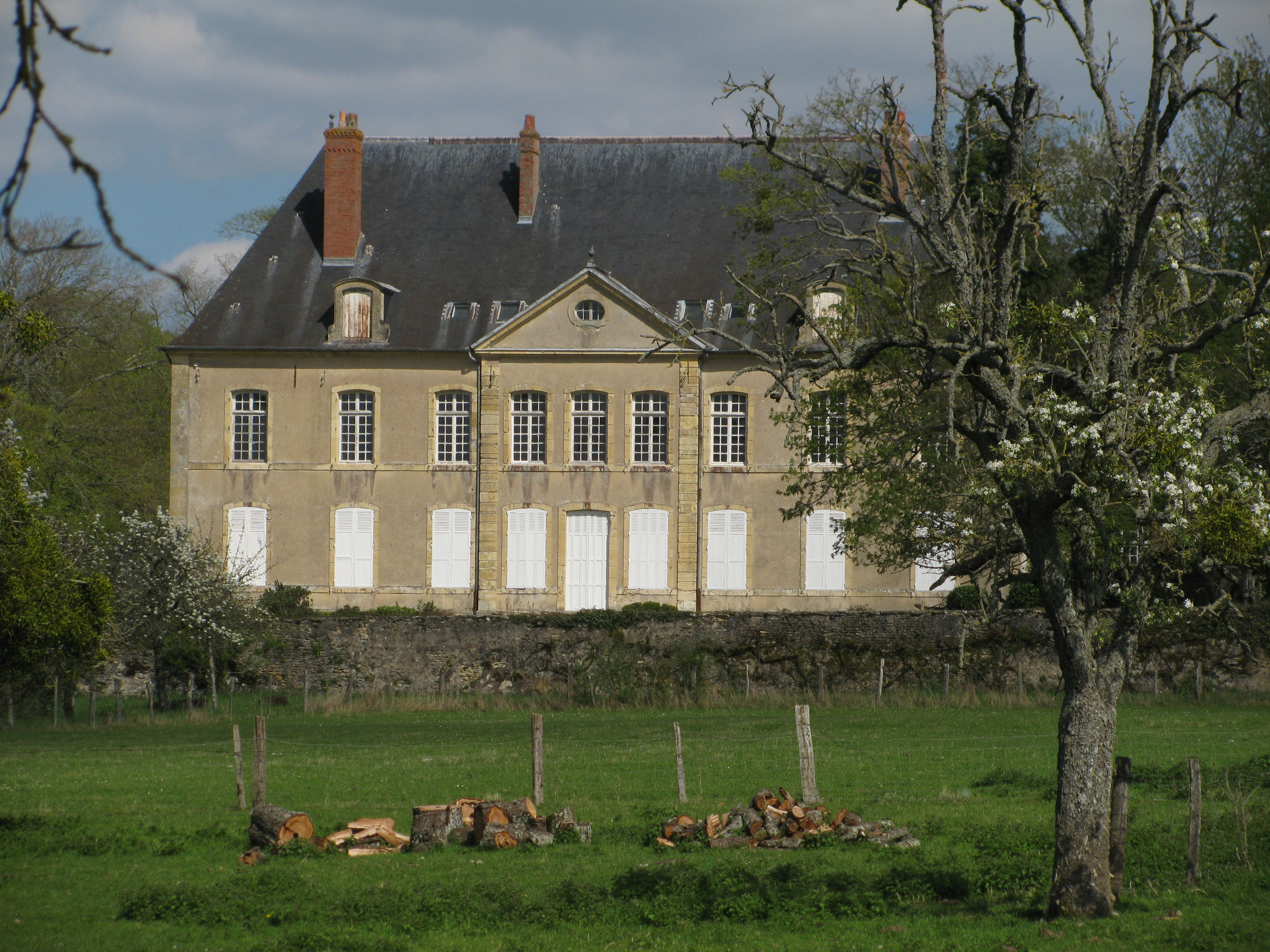
Façade ouest.
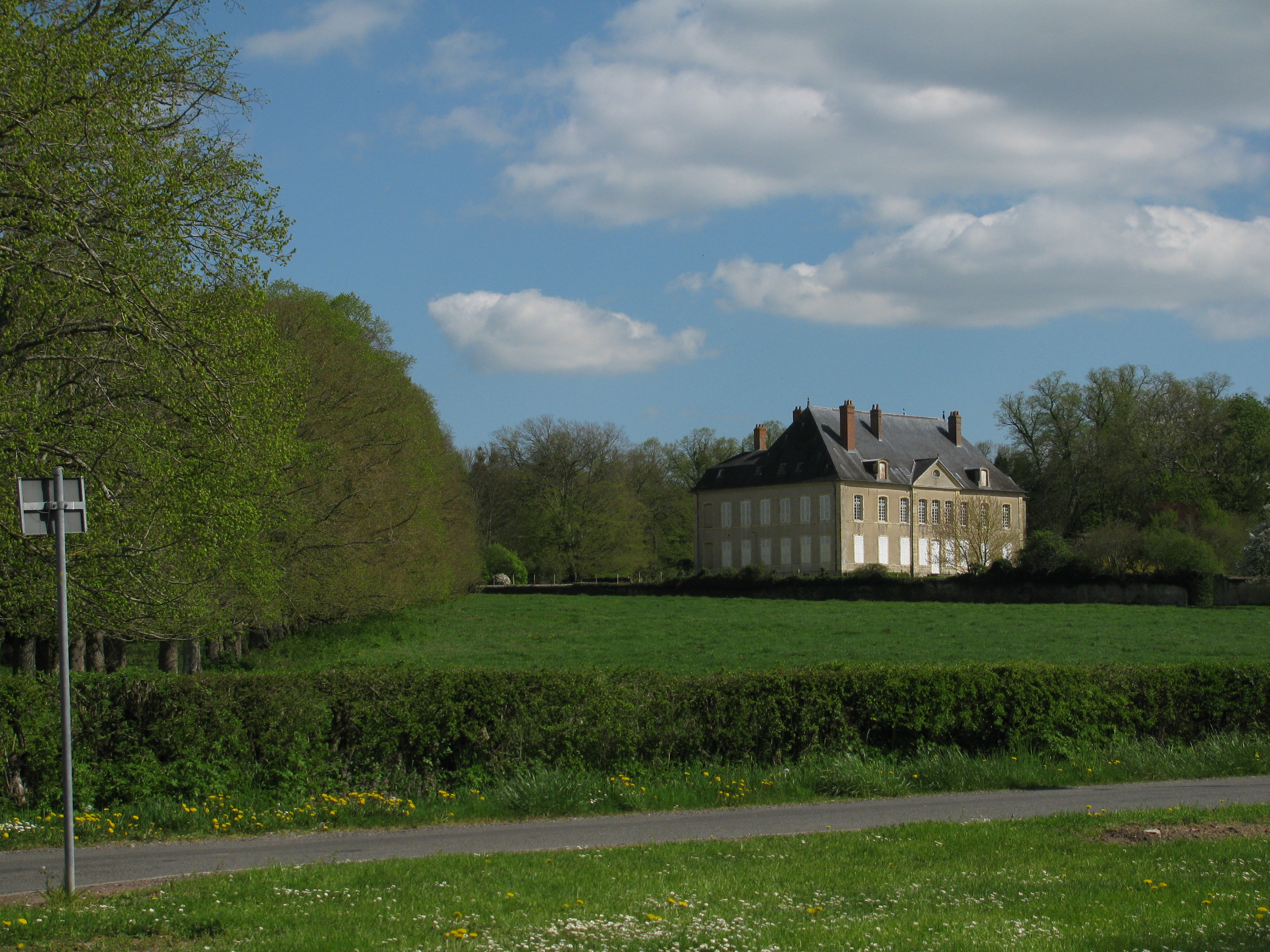
Vue depuis la place de l'église.
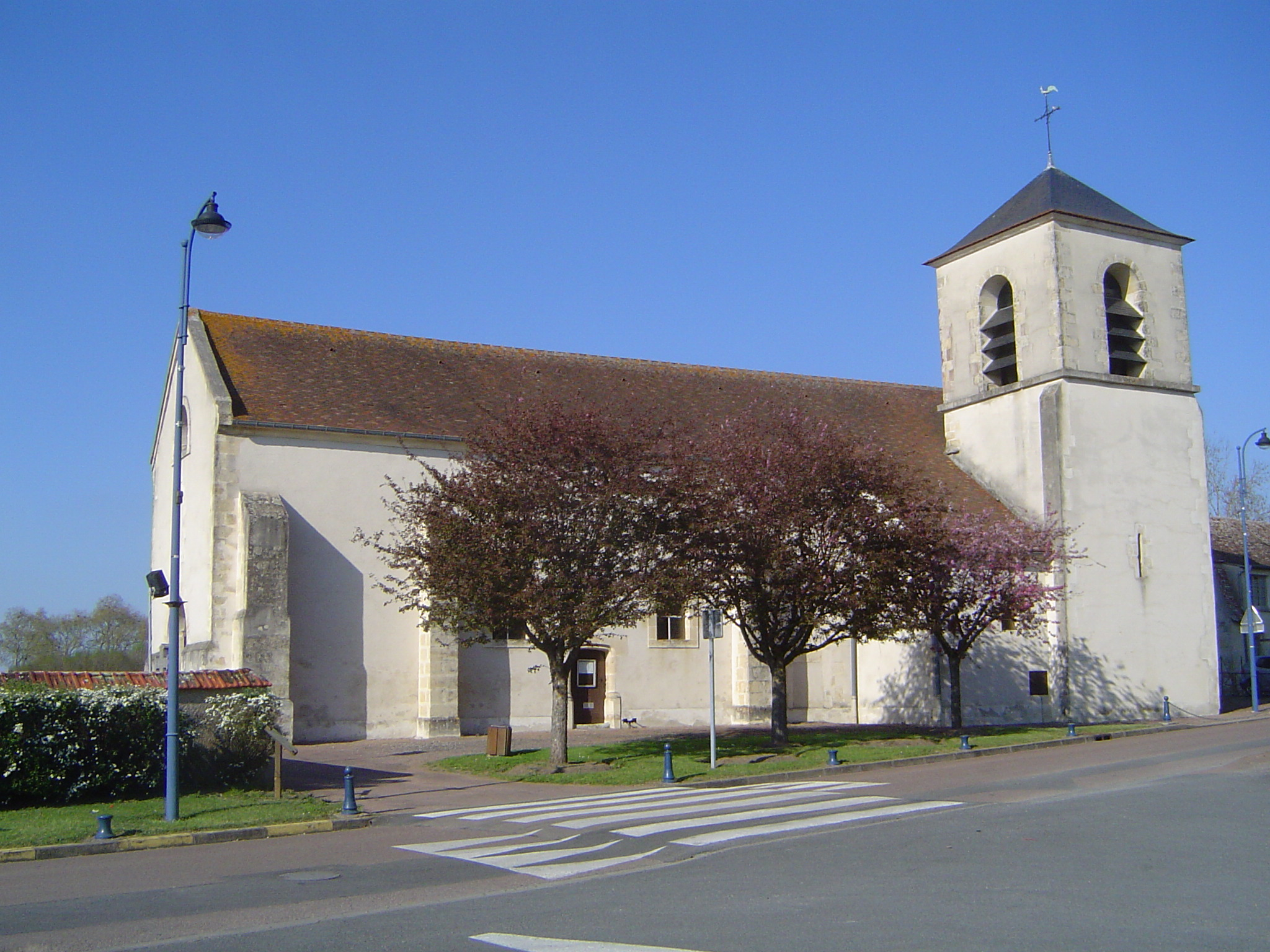
L'église.
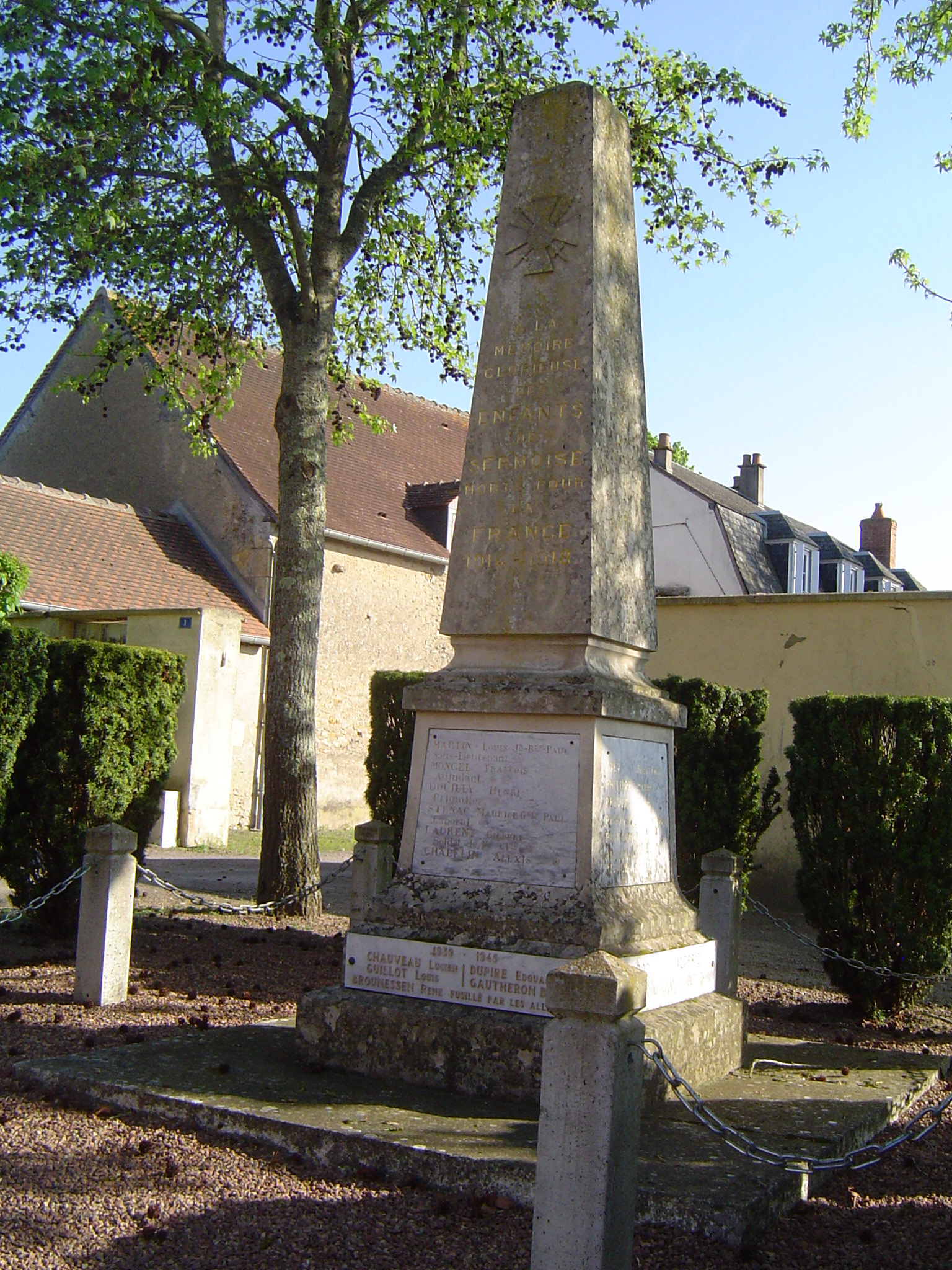
Le monument aux morts.

### Personnalités liées à la commune
- Henri Bourdiaux (29 août 1838-10 août 1899), général de brigade né à Sermoise.
- Les seigneurs de Sermoise : la Maison des Girard de Pacy (1415-1602) ; Christophe de la Chasseigne, Philibert de la Chasseigne.

### Héraldique
| Blason de Sermoise-sur-Loire | Blason  | Écartelé : au 1er de sable à une barque d'argent soutenue de deux divises échancrées et alésées du même, au 2e d'azur à trois arbres de sinople*, sur une terrasse isolée du même* et fruités chacun de trois pièces d'or, au 3e coupé échancré au I d'azur et au II de sable à trois divises échancrées d'argent, à une touffe de trois roseaux à massettes d'or brochant sur le tout, au 4e de gueules à un lion d'or la tête contournée. |
| Blason de Sermoise-sur-Loire | Détails | * Il y a là non-respect de la règle de contrariété des couleurs : ces armes sont fautives (sinople sur azur). Le statut officiel du blason reste à déterminer. |